# 1X Band
1 x Band (ausgesprochen Ena x Band) war eine slowenische Band, die aus Cole Moretti, Andrej Bedjanič, Tomaš Kozec, Brane Vidan, Barbara Šinigoj und Sandra Zupanc bestand.

## Geschichte
1993 nahm „1 x Band“ am slowenischen Vorentscheid zum Eurovision Song Contest, der EMA teil. Diese konnte sie auch vor Darja Švajger knapp mit neun Stimmen Vorsprung gewinnen, sodass sie Slowenien beim Wettbewerb vertreten konnten. Doch da Slowenien 1993 neben sechs anderen Ländern zum ersten Mal teilnehmen wollte, musste es durch den Osteuropäischen Vorentscheid, den „1 x Band“ mit ihrem Song Tih deževen dan (dt.: „Ein leiser, verregneter Tag“) gewann. Beim Finale des Eurovision Song Contests 1993, der in Millstreet stattfand, erreichte sie dagegen nur den 22. Platz bei 25 Teilnehmern.

## Diskografie
- 1993: Novo jutro (Album, ZKP RTVS)
- 1993: Tih deževen dan (Maxi-Single, ZKP RTVS)
- 1994: Tak je ta svet (Album, ZKP RTVS)